# Рубин, Илан
Ила́н Ру́бин (англ. Ilan Rubin)  — американский музыкант-мультиинструменталист, более известный как участник групп Lostprophets, Nine Inch Nails и Paramore. Рубин также является вокалистом и единственным участником группы The New Regime. С октября 2011 года он также является барабанщиком группы Angels and Airwaves.

## Биография
Илан Рубин вырос в городе Бонита штата Калифорния. Он начал играть на барабанах в возрасте 8 лет, когда обнаружил у отца в гараже ударную установку Silver Sparkle Ludwig 1968 года. К 9 годам Рубин научился играть и присоединился к местной группе FON. В 1999 году этот коллектив участвовал в открытии фестиваля Вудсток и будучи участником FON 11-летний Рубин был занесён в Книгу рекордов Гиннеса как самый молодой музыкант, когда-либо игравший на сцене Вудстока.
Когда Илану исполнилось 12 лет он продолжил обучаться игре на ударных; занятия с ним проводил барабанщик Blink-182 Трэвис Баркер. Позднее Рубин обучился игре на гитаре и пианино.
По мнению Илана на его творчество оказали влияние Led Zeppelin, Cream, Джефф Бакли, The Beatles, Queen, Nine Inch Nails, Muse, Людвиг ван Бетховен, Вольфганг Амадей Моцарт, Иоганн Себастьян Бах, Oasis, Depeche Mode и Radiohead.

## Дискография
Denver Harbor
- Extended Play (EP) (2003)
- Scenic (2004)

Lostprophets
- Liberation Transmission (2006) (участвовал в записи только «For All These Times Son, For All These Times» и «Everybody’s Screaming!!!»

The New Regime
- Coup (2008)
- Speak Through The White Noise (2011)
- Exhibit A (EP) (2013)
- Exhibit B (EP) (2015)
- Heart Mind Body & Soul (2020)

Angels & Airwaves
- Stomping the Phantom Brake Pedal (EP) (2012)
- The Dream Walker (2014)

Paramore
- Paramore (2013)[6][7]

Nine Inch Nails
- Hesitation Marks (2013)